# Lojsta församling
Lojsta församling är en församling i Fardhems pastorat i Sudertredingens kontrakt i Visby stift i Svenska kyrkan. Församlingen ligger i Gotlands kommun i Gotlands län.

## Administrativ historik
Församlingen har medeltida ursprung. 
Församlingen utgjorde till 1589 ett eget pastorat, för att därefter vara annexförsamling i pastoratet Fardhem, Linde och Lojsta, som 1962 utökades med Levide och Gerums församlingar.

## Kyrkor
- Lojsta kyrka